# Jacques Guiot
Jacques Guiot (Saint-Amand-les-Eaux, Nord – Pas de Calais, 6 de setembre de 1945) és un ciclista francès que fou professional entre 1967 i 1971.

## Palmarès
- 1967
  - Vencedor d'una etapa al Tour de Picardia
- 1968
  - Vencedor d'una etapa al Tour del Nord